# Distretto di Olot
Il distretto di Olot è uno degli 11 distretti della Regione di Bukhara, in Uzbekistan. Il capoluogo è Olot.